# نوبة السقوط المفاجىء
نوبة السقوط المفاجئ هي حالة سقوط مفاجئ غير مصاحب بفقدان للوعي. تنتج حالات السقوط المفاجئة هذه عن آليات متنوعة من ضمنها ضعف أو اختلال في العظام والمفاصل (مثال على ذلك الأرجل أو الركب) أو خلل في ديناميكية الدورة الدموية (مثال على ذلك: أعراض نوبات دوار وضعف وعسر في النطق لنقص التروية الدموية لبعض أجزاء الدماغ) والحالات المتعلقة بطب الجهاز العصبي (مثال على ذلك النوبات الصرعية أو عدم استقرار في وظائف الجهاز الدهليزي) في وسط اسباب أخرى.
هؤلاء المصابين عايشو تجربة مطابقة لانفصال وضعف القدم، في بعض الاحيان تحصل بعد الحركات المفاجئة للرأس. قد يستمر هذا الضعف لساعات.
مصطلح «نوبة السقوط المفاجئ» يستخدم في تصنيف بطريقة أو باخرى: حالات السقوط غير المفسرة ضمن نطاق كبير من الاسباب ويعتبر من المصطلحات الطبية الغامضة؛ فإن حالات تسجيل نوبات السقوط المفاجئ في هذا الوقت اقل بكثير مما كانت عليه بالسابق، ومن المحتمل أن ذلك نتيجة لزيادة الدقة في حالات التشخيص. تعريفا بالمفهوم؛ نوبات السقوط المفاجئ تستبعد حالات السقوط الغشياني (الإغماء) والتي تتضمن فقدان قصير للوعي.
في علم الاعصاب، مصطلح «نوبة السقوط المفاجئ» يستخدم لوصف أنواع معينة من النوبات التي تحدث في حالات الصرع. نوبات السقوط المفاجئ التي لها اصل دهليزي بالاذن الداخلية من الممكن ان يعايشها بعض الناس في مراحل متأخرة من داء منيير«دوار دهليزي» (من الممكن أن تعود هذه الحالات إلى ما يسمى بنوبة توماركين أو أزمة توماركين في العصر الحجري الأولي).
نوبات السقوط المفاجئ عادةً ما تحدث لكبار السن. السقوط الذي يحدث للكبار البالغين يكون نتيجة عدة أسباب، وأن من أهداف الرعاية الصحية تتضمن منع أي حالة من حالات السقوط التي يمكن الوقاية منها والتشخيص الصحيح لحالات السقوط التي تحدث فعليا.